# Testy wydzielania interferonu gamma
Testy wydzielania interferonu gamma (ang. interferon-γ release assays; IGRA) – testy stosowane w diagnostyce utajonego (bezobjawowego) zakażenia prątkiem gruźlicy (a także mycobacterium kansasi, mycobacterium szulgai, mycobacterium microti), oparte na pomiarze wydzielania interferonu-γ przez swoiste limfocyty T w wyniku pobudzenia przez antygeny prątkowe. Charakteryzują się wyższą czułością i swoistością w stosunku do odczynów tuberkulinowych. Na ich wynik nie ma wpływu szczepienie BCG.
W praktyce klinicznej spotyka się dwa rodzaje testów opartych na wydzielaniu interferonu-γ: QuantiFERONTb-Gold oraz T-SPOT.TB. W teście QuantiFERONTb-Gold poziom interforonu mierzy się za pomocą testu immunoenzymatycznego po 24 godzinach inkubacji. Za wynik dodatni przyjmuje się stężenie interferonu powyżej lub równe 0,35 IU/ml. T-SPOT.TB jest oparty na kolorymetrycznej reakcji przeciwciał związanych z enzymem katalizującym z limfocytami T (ELI-Spot; Enzyme-Linked ImmunoSpot Assays). Wynik określa się za pomocą identyfikacji barwnych plam odpowiadających pobudzonym do wydzielania interferonu limfocytom T. Wynik dodatni odpowiada liczbie plam równej lub większej niż 6.